# Ревізька душа
Ревізька душа — одиниця обліку чоловічого населення, яке у Росії в 17-18 столітті підлягало оподаткуванню подушною податтю.
У Росії наприкінці 18-го — у першій половині 19-го століття слово «ревізії» означало проведення перепису населення для того, щоб визначити платників «подушної податі».

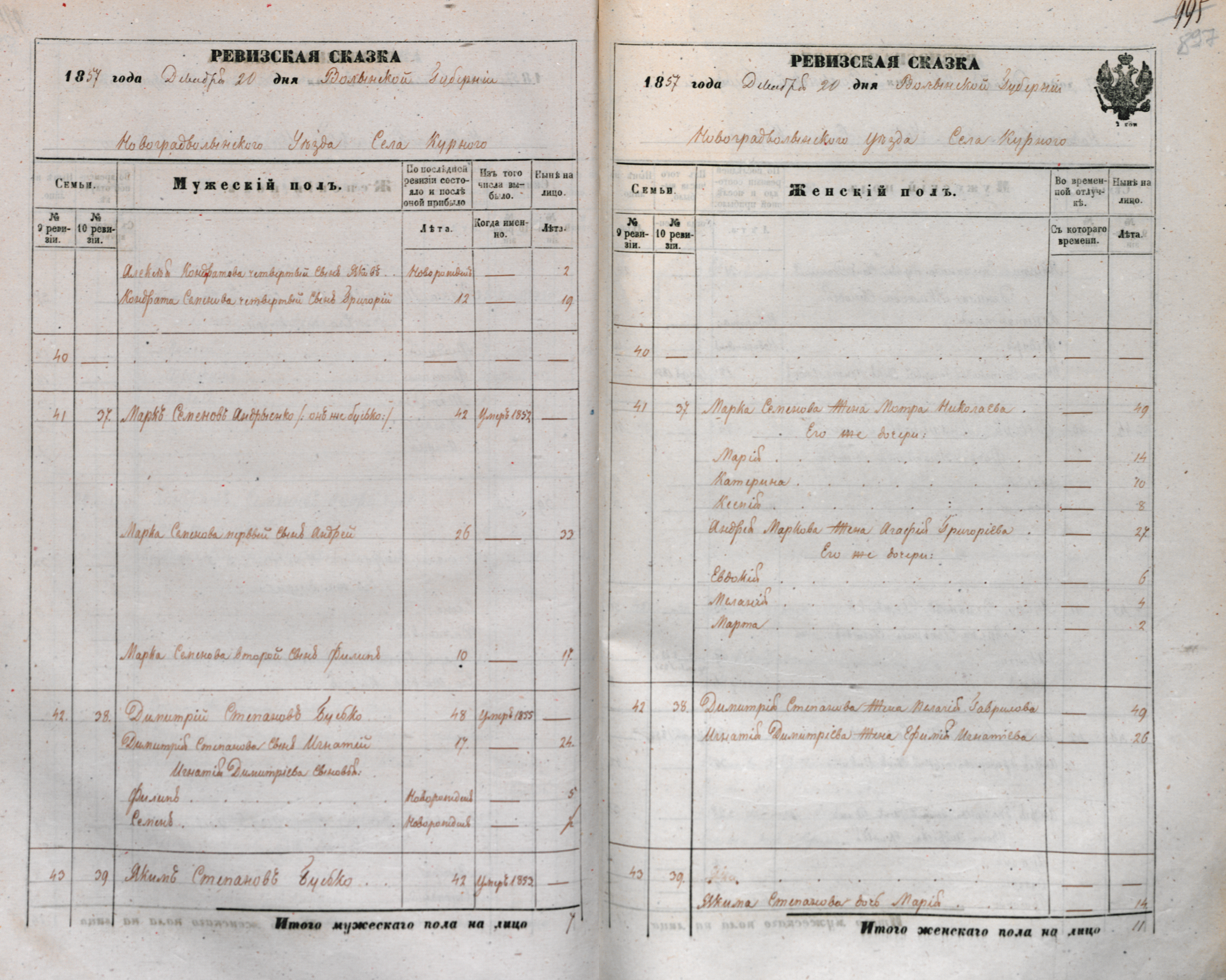
Сторінка «Ревізької казки»

Ревізії почали впроваджувати, коли подвірне оподаткування змінилося подушним.
Списки платників податків називались «ревізькі казки» — в них заносили імена всіх осіб чоловічої статі — «ревізькі душі».
Спочатку передбачалось, що в «ревізькі казки» будуть вноситись чоловіки віком від 16 до 60 років, а жінки віком від 18 до 55 років, але вже в процесі першої ревізії (1718—1719) змінили підхід і вносили тільки чоловіків без врахування віку і працездатності, за винятком дворян, духівництва, чиновників, купців та почесних громадян.
«Ревізькі казки» складались не регулярно, раз на декілька років.
«Ревізькі душі» в списках зберігались до наступної ревізії — без врахування того: вони живі чи мертві, чи продані іншому поміщику.
Всього було проведено 10 ревізій, остання — в 1857 році.